# フランク・オーシャン
フランク・オーシャン (Frank Ocean、1987年10月28日 - ） は、アメリカ合衆国ルイジアナ州出身のシンガーソングライター、音楽プロデューサー、写真家。ソングライターとして音楽家のキャリアを始め、2010年からヒップホップコレクティブのOdd Futureに加入。その後はソロシンガーとして活動している。本名はクリストファー・エドウィン・ブロー（Christopher Edwin Breaux）。
2011年のデビューミックステープ『Nostalgia, Ultra』で大きく評価され、2012年のデビューアルバム『Channel Orange』と楽曲「Thinkin Bout You」のヒットで世界的に知られるようになる。グラミー賞では主要3部門を含む6部門にノミネート、アーバン・コンテンポラリー・アルバム賞とラップ／サング・コラボレーションを受賞する。2016年にはビジュアルアルバム『Endless』と2作目のスタジオアルバム『Blonde』を発表。『Blonde』はBillboard 200で1位を記録、批評家から絶賛され音楽メディアのピッチフォーク・メディアは2010年代のベストアルバム1位に選んだ。
音楽以外の活動では、フォトグラファーとしてメットガラの写真をVogueに提供した他、イギリスのファッション誌i-Dで2度表紙とビジュアルエッセイを寄稿している。

## 生い立ち
1987年10月28日、クリストファー・エドウィン・ブローとして、アメリカ合衆国カリフォルニア州ロングビーチに生まれる。オーシャンが5歳の時に家族と共にルイジアナ州ニューオリンズに移った。
オーシャンの最初の音楽体験は母親がカーステレオで流していたジャズや、セリーヌ・ディオン、アニタ・ベイカー、オペラ座の怪人のサウンドトラックだった。その後、ニューオリンズのジャズバーに頻繁に出入りするようになり、自分の演奏を録音するようになる。オーシャンは録音機材を買うために、洗車や芝刈り、犬の散歩などのバイトをした。
2005年にニューオーリンズのジョンエレット高校を卒業後、英語学を学ぶためにニューオーリンズ大学に入学する。しかし、2005年8月にハリケーンカトリーナがニューオーリンズを襲い、自宅と録音機材を失い、ルイジアナ大学ラファイエット校への転校を余儀なくされる。オーシャンは少しの間在学していたが、まもなく中退した。

## 経歴

### 2006年 - 2011年: キャリア初期、Odd Future、Nostalgia, Ultra

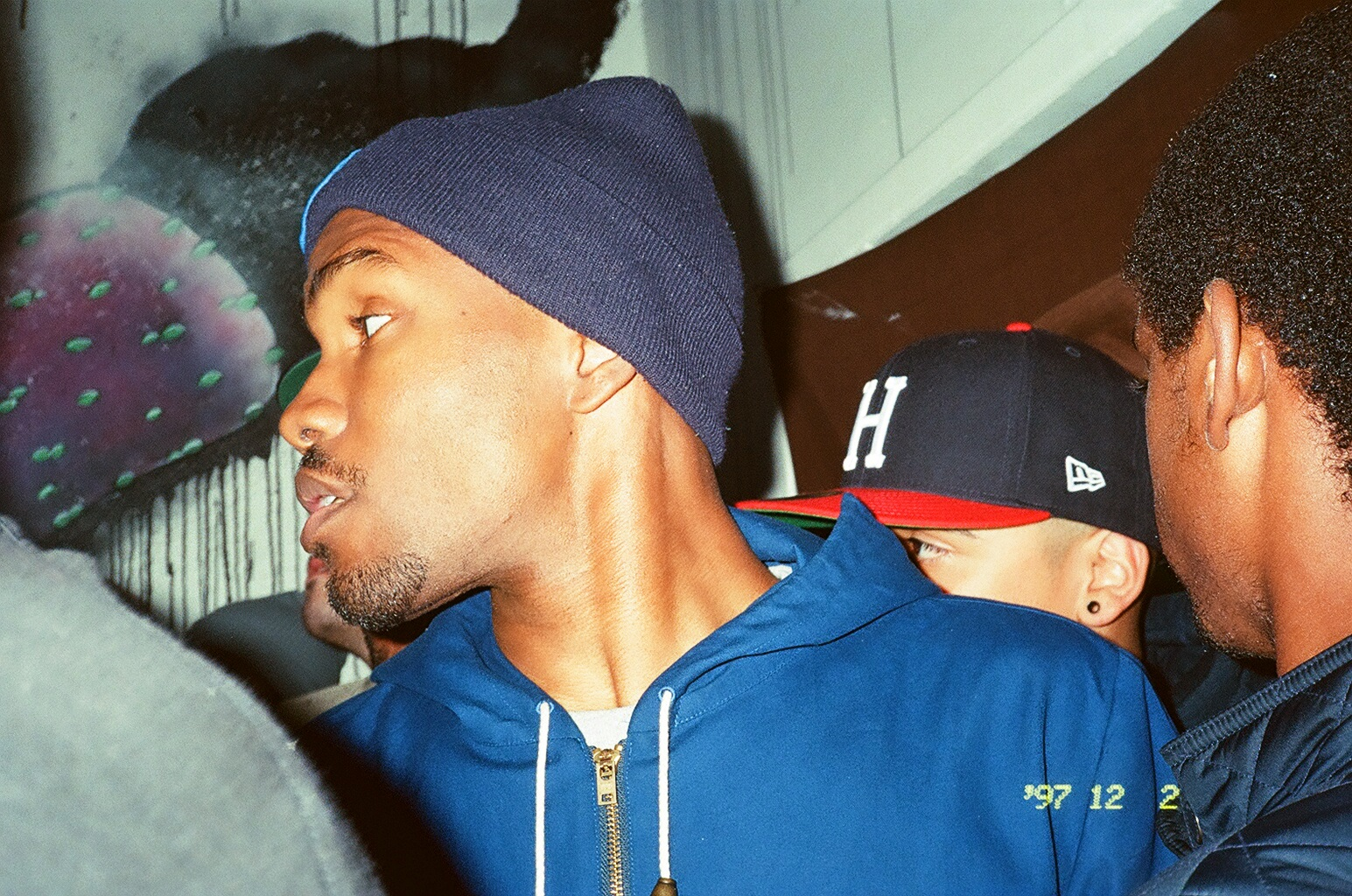
LAのパーティーでのフランク・オーシャン（2011年）

2006年、フランク・オーシャンは音楽のキャリアを追求するためにロサンゼルスに移り、生計を立てるためにファーストフード店やサービス業の仕事に就く。3年も経たないうちにソングライターとしての地位を確立し、レーベルとソングライティング契約を結ぶことができた。匿名で楽曲を提供したアーティストは、ジャスティン・ビーバー、ジョン・レジェンド、ブランディなど多岐にわたる。
2009年にはロサンゼルスを拠点にするヒップホップコレクティブのOdd Futureと出会い、翌2010年に加入した。Odd Futureのメンバーであるタイラー・ザ・クリエイターとの交流は、オーシャンのソングライティングに深く影響を与えた。 
2009年後半、オーシャンは音楽プロデューサーのトリッキー・スチュワートに出会い、彼の助けを借りてDef Jamと契約する。しかしオーシャンはDef Jamに不満を抱き、自分のミックステープの制作を始める。
2011年2月16日、フランク・オーシャンはデビューミックステープ『Nostalgia, Ultra』（ノスタルジア、ウルトラ）を自主リリースした。このミックステープはオーシャンの対人関係、内省、社会的主張に焦点をあてた作品で、批評家から高く評価された。Rolling Stone誌はオーシャンの楽曲を「天才的でスムージーのようなアヴァンギャルドR&B」と評した。ミックステープの発表以降Def Jamとの関係が改善され、Def JamからミックステープがEPとして公式にリリースされることになる。5月にはミックステープからシングル「Novacane」がリリースされた。

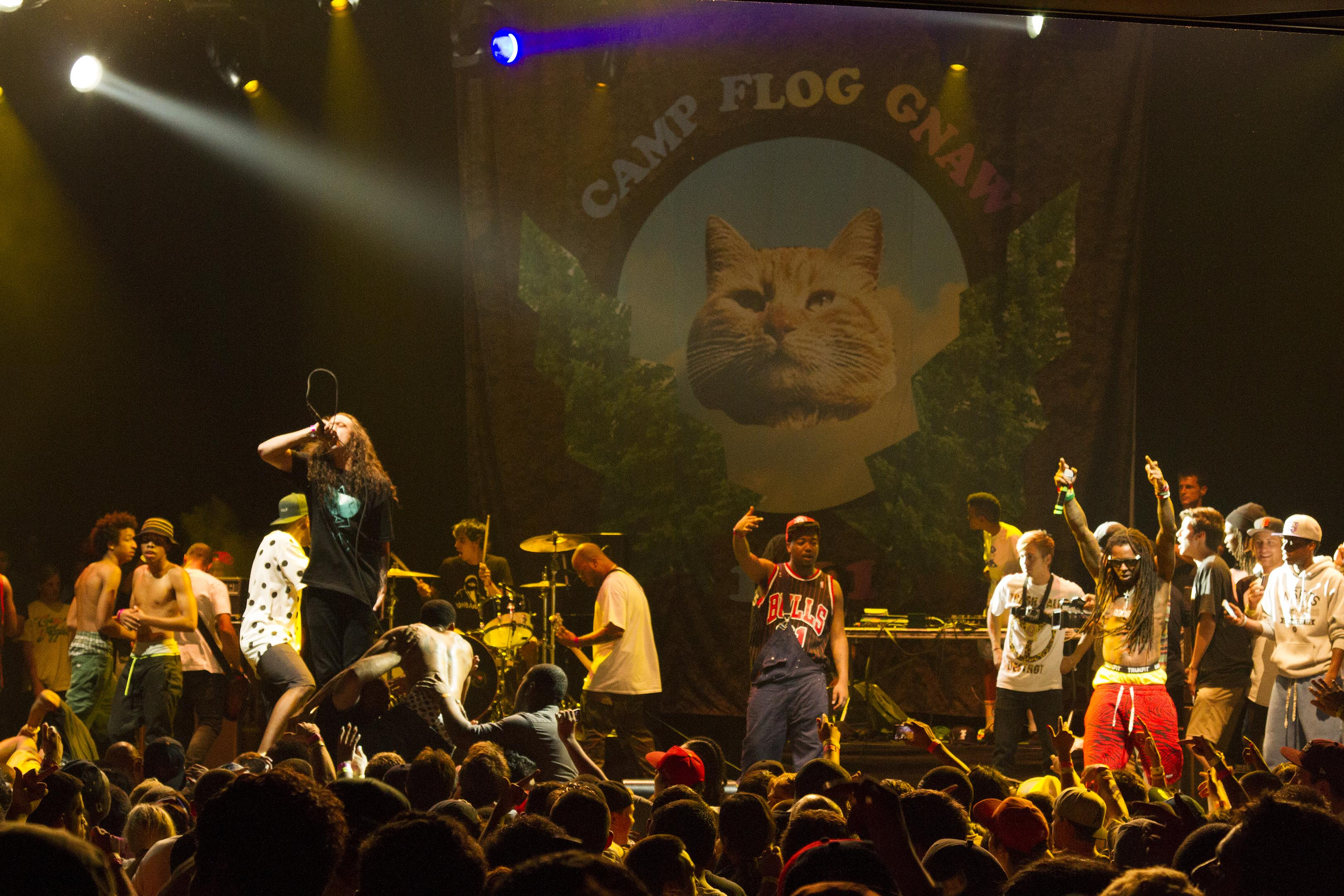
Odd Futureでのパフォーマンス

4月、オーシャンにとって初めてのライブパフォーマンスとなる、コーチェラ・フェスティバルのOdd Futureのライブに出演し、そのままOdd Futureの東海岸ツアーに帯同した。6月にはオーシャンはタイラー・ザ・クリエイターのデビューアルバム『Goblin』に参加し、フィーチャリングボーカルを務めたシングル「She」のミュージックビデオに登場した。
6月、オーシャンはカニエ・ウェストとジェイZのコラボレーションアルバム『Watch the Throne』の制作に携わり「No Church in the Wild」「Made in America」の2曲にフィーチャリングゲストで参加した。
7月28日、「Thinkin Bout You」というタイトルの楽曲がインターネットに流出し話題となる。後にこの歌がロックネイションのアーティスト、ブリジット・ケリーのデビューアルバム用に作られたフランク・オーシャンによるデモトラックだと判明する。ブリジット・ケリーは曲名を「Thinking About Forever」に変更し、彼女のEP『Every Girl』に収録した。9月にはフランク・オーシャン・バージョンの「Thinkin Bout You」のミュージックビデオが公開された。

### 2012年 - 2014年: Channel Orange

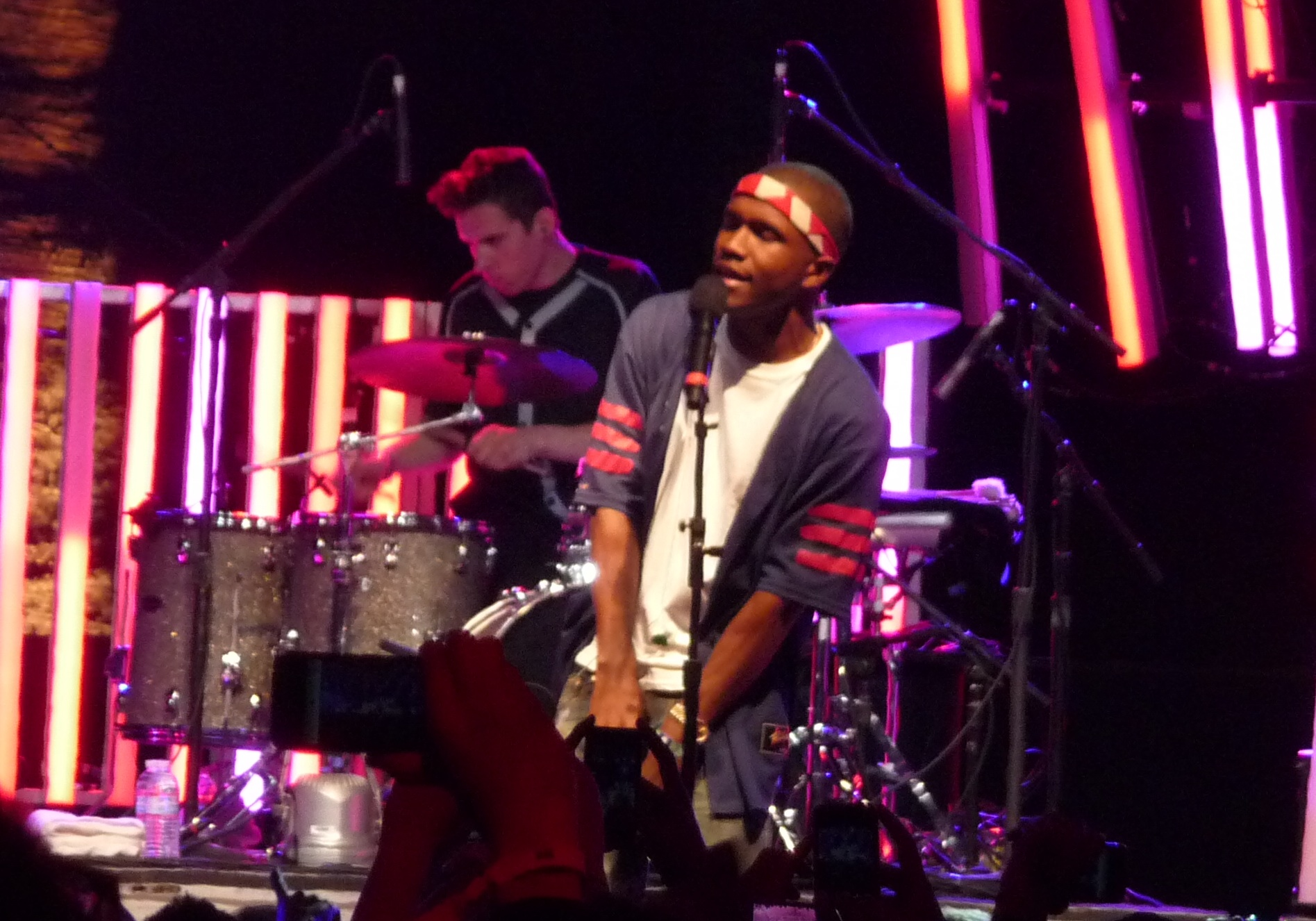
Coachellaで歌唱するフランク・オーシャン（2012年）

2012年4月10日、フランク・オーシャンは、デビューアルバムのリードシングル「Thinkin Bout You」をリリースする。7月10日にはデビューアルバム『Channel Orange』（チャンネル・オレンジ）をリリースした。アルバムはR&Bを挑戦的に進化させた作風で、ストーリーテリングとソーシャルコメンタリーで注目されていた型破りなソングライティングと、ヒップホップ、ソウル、R&B、ファンクやエレクトリックの濃密なサウンドが融合していた。
フランク・オーシャンはアルバムのリリース直前に初恋の相手が男だったことを明らかにした。同性愛嫌悪が強く残っていた当時のヒップホップカルチャーの中でのカミングアウトは前代未聞で、世界的な話題となった。片思いについての楽曲は特に注目を集め、一部の批評家はその文化的影響をデヴィッド・ボウイが1972年に両性愛者であると明らかにしたときと比較した。英国のジャーナリストのAlexis Petridisは「おそらくこれはR&Bのジギー・スターダストであり、彼のセクシュアリティとこの作品の輝きをめぐる論争が宣伝となり、もはや彼のキャリアを止められない勢いにしている」と評した。
アルバムは初週にアメリカで131,000枚を販売し、Billboard 200で2位を記録する。アルバムはアメリカレコード協会からゴールドディスクに認定された。アルバムは批評家から大絶賛され、音楽メディアが発表する年間ベストアルバムのランキングでは、Paste、Slant、Entertainment Weekly、Consequence of Sound、The Guardian、SPINが1位に、Rolling Stone、Pitchfork、Stereogum、Complex、MOJO、BBCが2位に、TIME、NME、Clashが3位に選んだ。第55回グラミー賞では主要3部門を含む6部門にノミネートされ、アーバン・コンテンポラリー・アルバム賞とラップ／サング・コラボレーション賞を受賞する。また、ブリット・アワードでは国際男性ソロアーティスト賞を受賞した。

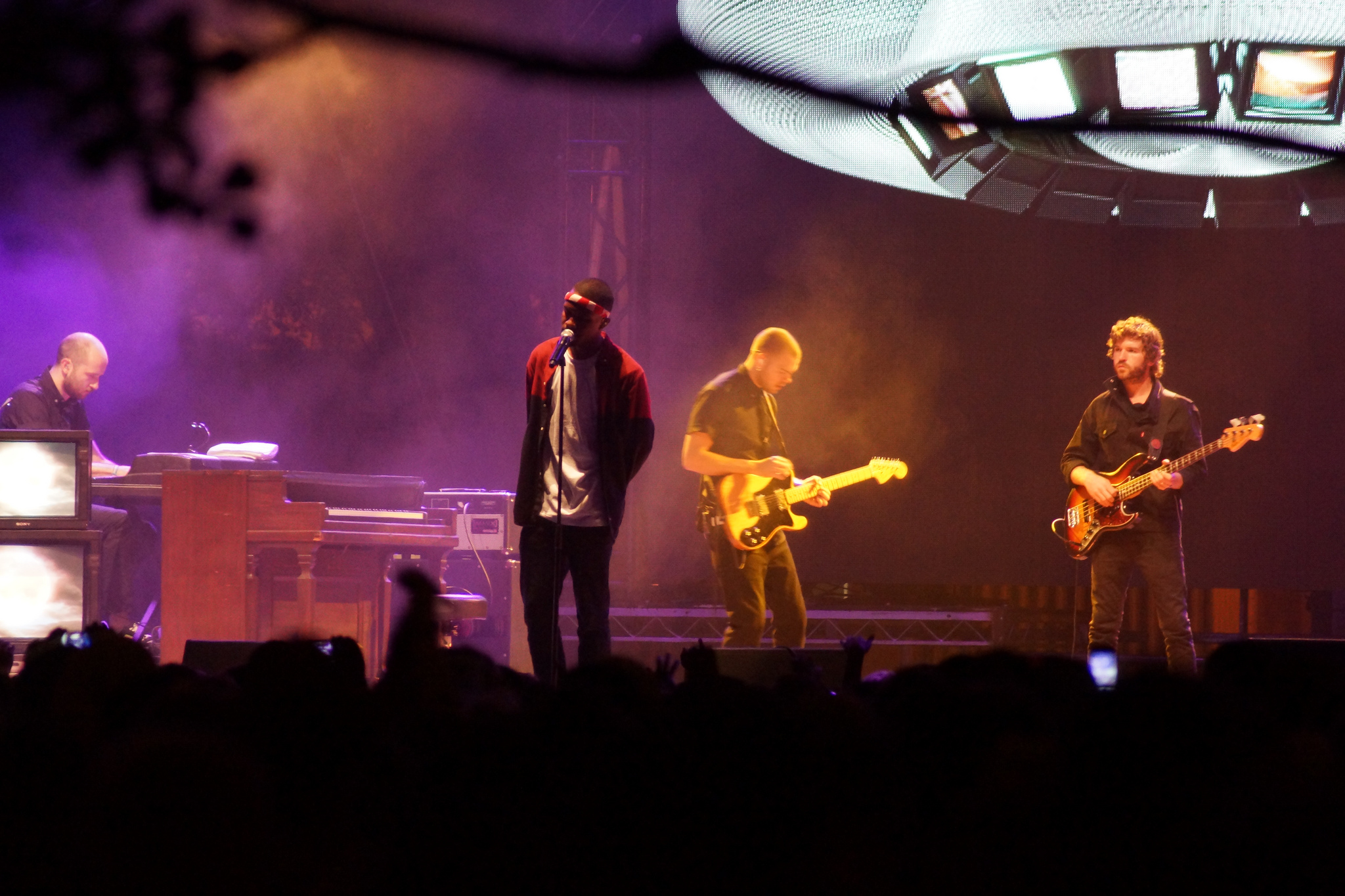
Lollapaloozaでのフランク・オーシャン（2012年）

2012年夏には小規模のアルバムツアーを行ない、CoachellaとLollapaloozaに出演する。テレビ番組にも出演し、レイト・ナイト・ウィズ・ジミー・ファロンでは「Bad Religion」、サタデー・ナイト・ライブでは「Thinkin Bout You」「Pyramids」を披露した。また、MTV Video Music Awardsの授賞式では「Thinkin Bout You」を、第55回グラミー賞の授賞式ではヒロ・ムライによるステージプロダクションで「Forrest Gump」を披露した。
2013年はYou're Not Dead Tourを開催するが、小さな声帯損傷のためにいくつかのライブをキャンセルした。この年は、Bråvalla Festival、Martini Art Love、Rock Werchter、Wireless、T in the Park、Camp Flog Gnawなどのフェスティバルに出演した。
2014年のライブは、5月にMet Galaでのスペシャルパフォーマンスと、6月にBonnarooとPembertonの2つのフェスに出演したのみで、その後ライブが行なわれなくなった。

### 2014年 - 現在: Endless、Blonde

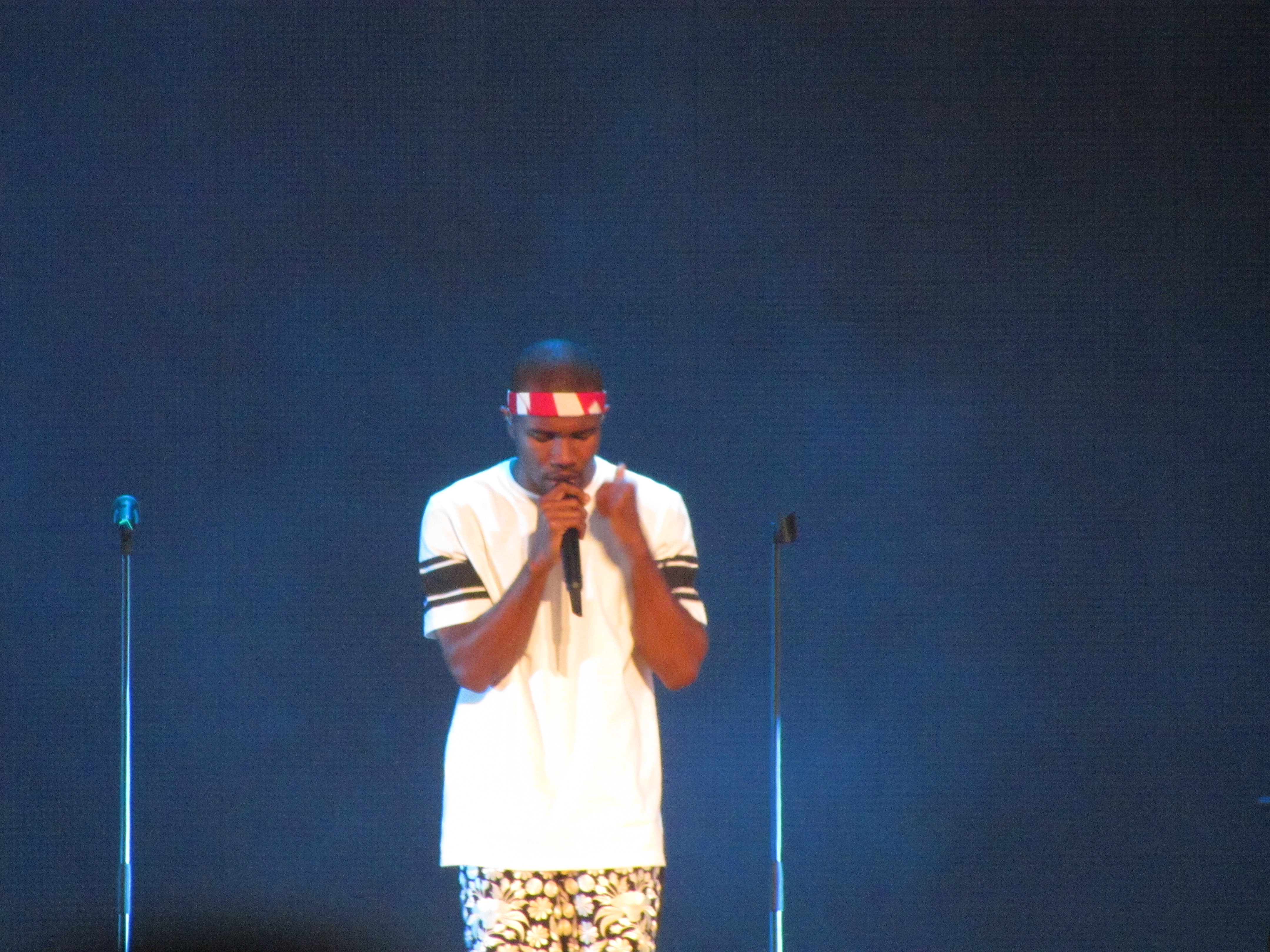
Wirelessフェスティバルでのフランク・オーシャン（2013年）

2014年3月10日、ミック・ジョーンズ、ポール・サイモン、ディプロとのコラボレーション楽曲「Hero」がコンバースのOne Songシリーズの一環でリリースされる。
4月にフランク・オーシャンはセカンドアルバムがほぼ完成したと発表した。アルバムの制作は2013年2月から始まり、タイラー・ザ・クリエイター、ファレル・ウィリアムス、デンジャー・マウスらが参加し、ザ・ビーチ・ボーイズとビートルズの影響を受けていると明らかにしていた。2014年6月にビルボードは、Happy Perez、Charlie Gambetta、Kevin Ristro、Hit-Boy、Rodney Jerkins、Danger Mouseなどがアルバムに参加していると報じた。11月29日にオーシャンはTumblrで「Memrise」という呼ばれる楽曲の一部を公開した。
2015年4月6日、オーシャンは7月に次の作品を「2つのバージョン」と出版物としてリリースすると発表したが、詳細は明かされなかった。アルバムは最終的に7月にリリースされず、その遅延についてのアナウンスも行なわれなかった。この出版物は『Boys Don't Cry』と呼ばれており、アルバムは前述の「Memrise」をフィーチャーする予定だったと報じられている。
翌2016年7月、セカンドアルバムのリリース日を示唆する画像がオフィシャルサイトで公開される。8月1日にはブルックリンの倉庫で撮影されたライブ配信が特設ウェブサイト「boysdontcry.co」で始まった。配信で公開されたインストゥルメンタルは後日リリースされるビジュアルアルバム『Endless』のものであった。同日、多くの報道機関は8月5日が『Boys Don't Cry』のリリース日になると報じた。ニューアルバムに参加している音楽プロデューサーのMalayはredditで、オーシャンは完璧主義者で未だ作品を微調整しており、リリース日は確定していないと述べた。

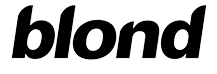

8月18日の深夜、突如Apple Music限定でビジュアルアルバム『Endless』（エンドレス）が発表された。『Endless』はオーシャンとレコードレーベルDef Jamの最後のアルバムとなり、このリリースをもってDef Jamとの契約を満了した。オーシャンはこのビジュアルアルバムの発売前にDef Jamとの交渉を進めており、その過程で代理人の多く（弁護士とマネージャーを含む）を替えるだけでなく、Def Jamからマスターレコードをすべて買い戻す必要があった。オーシャンはレーベルとの交渉を「7年間のチェスゲーム」と説明しており、難航したことがうかがえる。

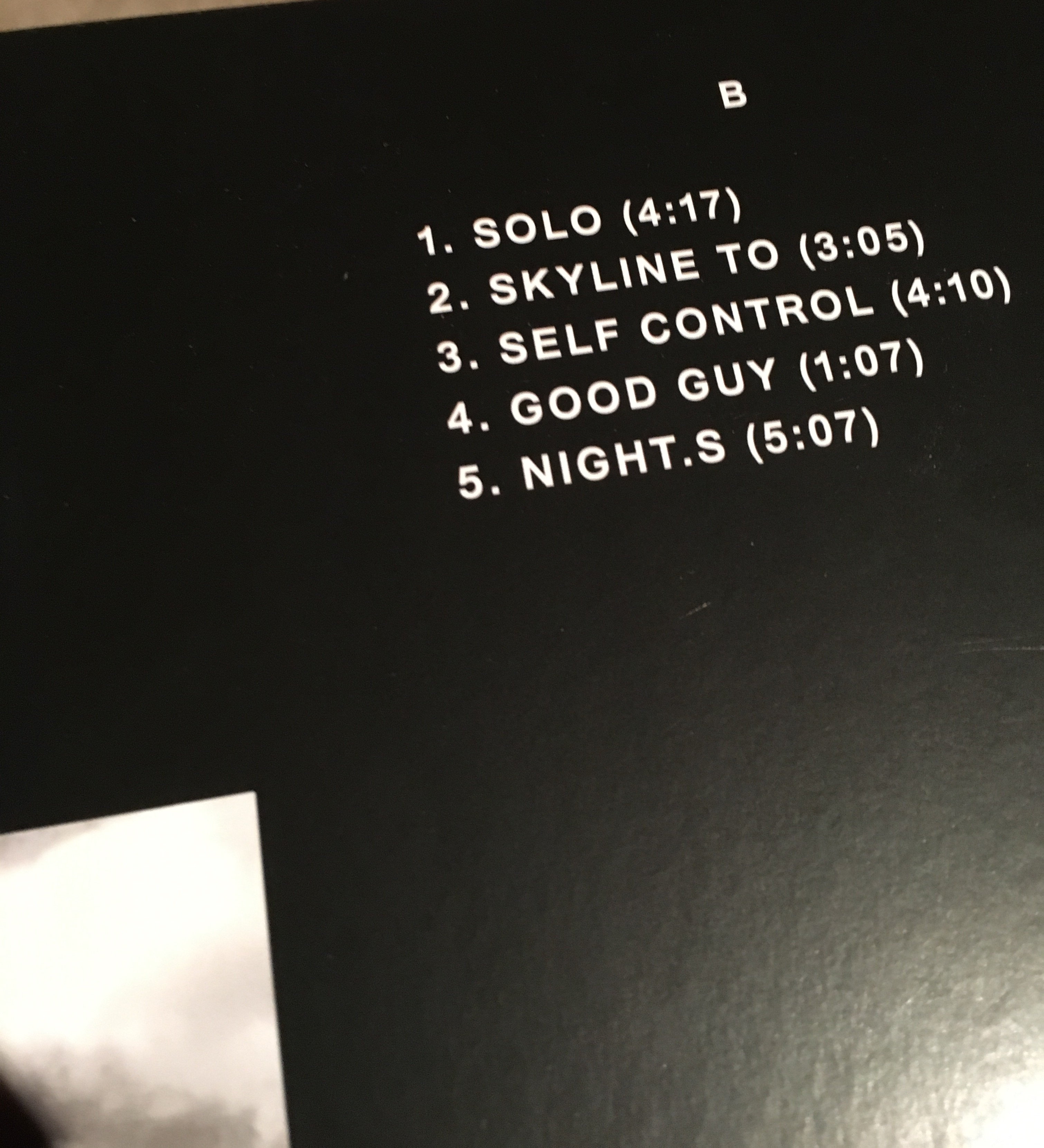
blondeのヴァイナルカバー

2日後の8月20日深夜0時、突如「Nikes」という曲のミュージックビデオがApple Musicにアップロードされ、後にオーシャンのWebサイトにもアップロードされる。同日、ロサンゼルス、ニューヨーク、シカゴ、ロンドンで雑誌『Boys Don't Cry』のポップアップストアがオープンし、2作目のスタジオアルバム『Blonde』（ブロンド）が自主レーベルからリリースされた。『Blonde』は、米国や英国などで初登場1位を記録し、アメリカでは最初の週に232,000枚（アルバム相当のユニットで275,000枚）の売上を記録した。アルバムは後にアメリカレコード協会からプラチナディスクに認定された。
アルバム『Blonde』は前作に比べて抽象的な雰囲気のあるサウンドを特徴としており、多くの曲にビートが無いなど型破りな音楽スタイルが採用されていた。会話、奇妙なエフェクト、ギター、長尺のビートレスメロディーがサンプルカットされ、シュールな夢の風景に迷い込むような構成となっている。音楽メディアThe ObserverのKate Mossmanはアルバムを「知的で、ノンマッチョな、境界のないR&B」と紹介した。またThe Guardianはゆるいスケッチのような実験的なアルバムの構成について、Radioheadの『Kid A』やBig Starの『Third』との類似性を指摘した。
アルバム『Blonde』は批評家から前作以上に大絶賛を受け、2010年代を代表する作品となった。多くの音楽メディアが年間ベストアルバムの一つに選んだ他、2010年代のベストアルバムのランキングでは、Pitchforkが1位に、Noiseyが3位に、Stereogumが5位に選出した。
この年フランク・オーシャンは、アルバムのプロモーションは特に行なわず、プライベートで中国、日本、フランスなどに旅行するなどして過ごしていた。また、翌年のグラミー賞の選考対象作品としてアルバムを立候補しないことに決め、グラミーの姿勢について批判する声明を発表した。オーシャンは「グラミー賞が僕が生まれてきたシーンにいる人々を、代表しているものとは、とても思えない。エントリーシステムも授賞式も、審査も全部時代遅れだ。僕はコリン・キャパニックみたいにグラミーをボイコットした方が、観客たちと一緒に座っているよりマシさ」と述べている。

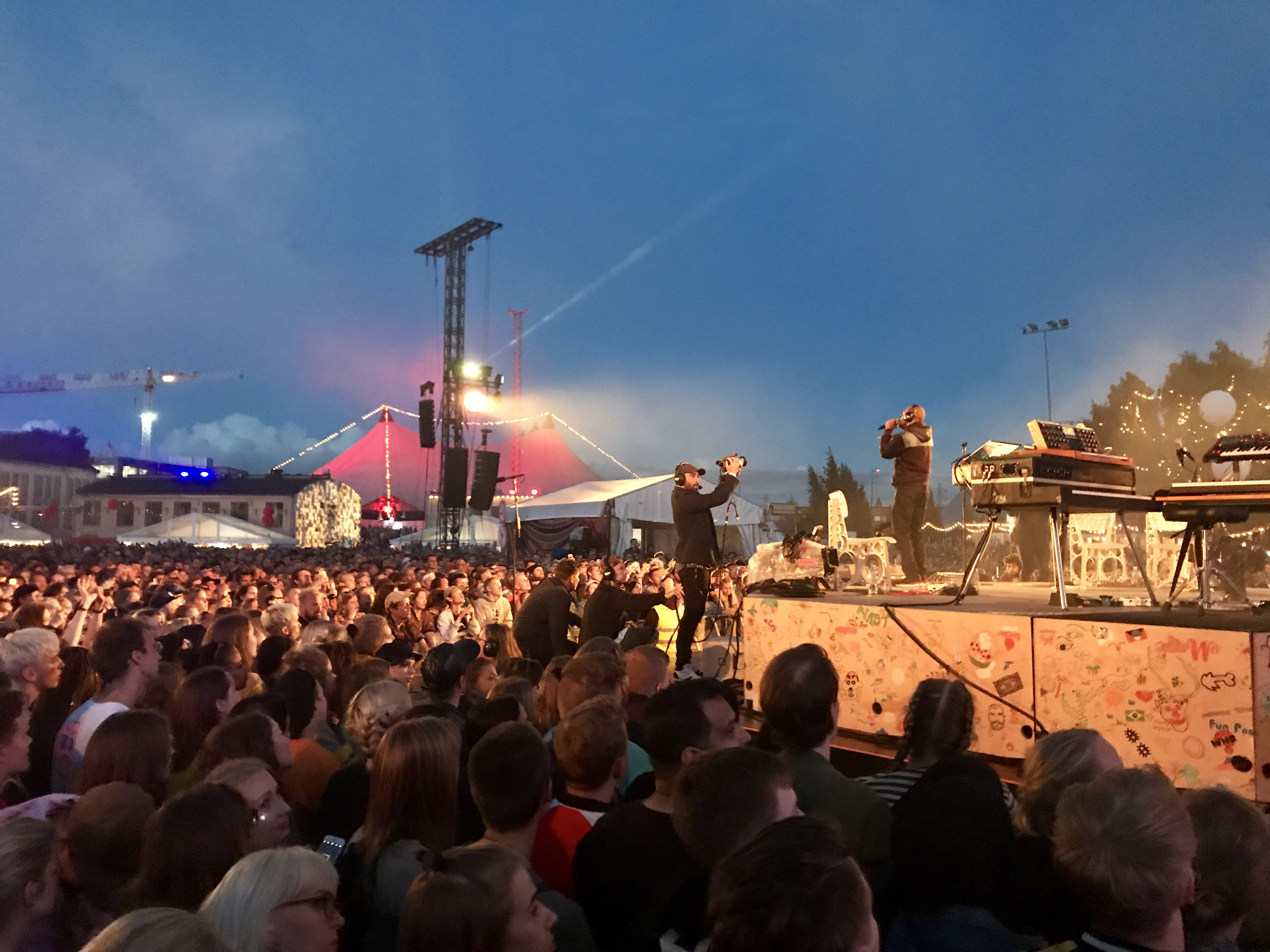
Flow Festivalでのフランク・オーシャン（2017年）

2017年2月、カルヴィン・ハリスの楽曲「Slide」にフィーチャリングボーカルで参加する。このシングルはアメリカレコード協会からダブルプラチナディスクに認定され、BIllboad Hot 100では最高9位を記録した。フランク・オーシャンはApple MusicのBeats 1 Radioで不定期の冠番組『Blonded Radio』をスタートし、第一回の放送で「Slide」が繰り返しオンエアされた。その後のBlonded Radioでは放送の度に新曲を発表し「Chanel」「Biking」「Lens」「Biking (Solo)」「Provider」のシングルがリリースされた。
2017年は約3年ぶりにライブ活動に復帰し、夏にFYF Fest、Panorama NYCなど8つのフェスティバルを含む10公演を行なった。FYF Festのステージではライブカメラマンをスパイク・ジョーンズが務め、ステージ演出の一つとしてブラッド・ピットが登場するなど、斬新なステージセットが話題になった。しかしこの夏以降、再びライブ活動を行なわなくなってしまう。
2018年2月14日、オーシャンは1961年の映画『ティファニーで朝食を』でオードリー・ヘプバーンが歌った主題歌のカバー「Moon River」をリリースする。 5月にはエイサップ・ロッキーのアルバム『Testing』に2曲で参加、8月にはトラヴィス・スコットのアルバム『Astroworld』に参加した。
2019年10月17日、オーシャンは自身が主宰するナイトパーティー「PrEP+」を開催し、いくつかの新曲がDJプレイされた。10月19日、オーシャンはBlonded Radioで新曲「DHL」を公開する。また「Dear April (Justice Remix)」「Cayendo (Sango Remix)」の2つの7インチシングルをウェブサイトで発売した。11月1日にはBlonded Radioで新曲「In My Room」が公開される。11月3日には7インチシングル「Little Demon (Arca Remix)」がウェブサイトで予約開始されたが、翌年2月25日に「Little Demon」は別の未発表曲に差し替えると発表された。
2020年4月、約3年ぶりのライブとなるCoachellaでのヘッドライナー公演が予定されていたが、新型コロナウイルスの影響で中止となった。

## 人物

### 家族
2020年8月2日、フランク・オーシャンの実の弟であるライアン・ブロウ（Ryan Breaux）が車の事故で亡くなった。わずか18歳だった。翌日撮影されたニュース映像には、愛車のポルシェで駆け付けたフランク・オーシャンと思われる人物が縁石に座り込み事故現場を見つめている姿が捉えられている。

### セクシュアリティ
2012年7月4日、フランク・オーシャンは『Channel Orange』のライナーノーツを兼ねたオープンレターをTumblrに投稿し、初恋の相手が男性だったと告白、自身のセクシュアリティを公表した。ただし自身がゲイかバイセクシャルかは明言していない。このことは同性愛に対して差別的な発言も多かった当時のヒップホップカルチャーの中で大きな意義のある出来事であった。
オーシャンのカミングアウトは大きな話題となり、ビヨンセとジェイZをはじめ多くの有名人が支持を表明した。タイラー・ザ・クリエイターらOdd Futureのメンバーはオーシャンへの支持をツイートし、ラッセル・シモンズは「今日はヒップホップにとって重要な日です。私たちが本当に誰であるかを定義する日です。セクシュアリティを公表するというあなたの決定は、恐怖に生きているとても多くの若者に希望と光を与えるだろう。」と述べた。
2016年6月、49人が亡くなったオーランドのゲイナイトクラブでの銃撃事件を受けて、オーシャンはエッセイを発表した。彼は同性愛嫌悪をはじめて経験したのが6歳のときの実の父親からであったことを明らかにした。2017年にオーシャンの父親は名誉毀損で彼を訴え1450万ドルを要求したが、オーシャンと両親が出廷した後、裁判長は証拠不十分で父親の訴えを退けた。

### 改名
出生時の本名はChristopher Edwin Cookseyであったが、オーシャンは2011年のインタビューで23歳の誕生日に本名をChristopher Francis Oceanに変更しようとしたと明かした。 この名前は1960年の映画『オーシャンと十一人の仲間』に影響を受けたものだと報じられている。2014年3月、オーシャンは法的に名前をFrank Oceanに変更していると述べたが、同年11月にスピード違反で捕まった際に変更の認可が下りていないことが判明した。 2015年4月23日にようやく認可され、晴れて法的にフランク・オーシャンになることができた。

### オーシャンと日本
日本のアニメ『ドラゴンボールZ』のファンであり、楽曲『Pink Matter』では「この大きくて灰色の物質/先生は訊いた。『君の女性は何？』/『ただの子供用の入れ物？』/ピンクのこと/綿飴みたいな魔人ブウ」と歌っている。楽曲『Intro』、『Start』では、ゲーム『ストリートファイター』のbgm・効果音がサンプリングされている。
また、オーシャンの無料配布マガジン『Boys Don't Cry』に「好きな曲50曲」が発表されているが、その中で唯一の日本人、冨田勲の『Claire De Lune（邦題:月の光）』が挙げられている。その他には、XXLマガジンがオーシャンの「好きな映画100本」を掲載しており、黒澤明の『羅生門』、『七人の侍』、『蜘蛛巣城』、深作欣二の『バトル・ロワイアル』、北野武の『ソナチネ』などの日本映画が挙げられている。

## ディスコグラフィ

### スタジオアルバム
| 年   | タイトル       | アルバム詳細                                                                                       | チャート最高位 | チャート最高位 | チャート最高位 | チャート最高位 | チャート最高位 | チャート最高位 | チャート最高位 | チャート最高位 | チャート最高位 | 認定                                                                          |
| 年   | タイトル       | アルバム詳細                                                                                       | US             | AUS            | CAN            | DEN            | IRL            | NLD            | NOR            | NZ             | UK             | 認定                                                                          |
| ---- | -------------- | -------------------------------------------------------------------------------------------------- | -------------- | -------------- | -------------- | -------------- | -------------- | -------------- | -------------- | -------------- | -------------- | ----------------------------------------------------------------------------- |
| 2012 | Channel Orange | - 発売日: 2012年7月10日 - レーベル: Def Jam - フォーマット: CD, digital download                   | 2              | 9              | 3              | 2              | 14             | 13             | 1              | 14             | 2              | - US: ゴールド - AUS: プラチナ - CAN: ゴールド - DEN: プラチナ - UK: ゴールド |
| 2016 | Blonde         | - 発売日: 2016年8月20日 - レーベル: Boys Don't Cry - フォーマット: CD, digital download, streaming | 1              | 1              | 2              | 1              | 2              | 2              | 1              | 1              | 1              | - US: プラチナ - UK: ゴールド - DEN: プラチナ                                 |

### ミックステープ
- Nostalgia, Ultra (2011)

### ビジュアルアルバム
- Endless (2016)